# Pol Tarrés i Roca
Pol Tarrés i Roca   (Rellinars, 29 de setembre de 1993) és un pilot català d'enduro i ral·li raid que va començar la seva carrera com a pilot de trial. D'aquesta modalitat en fou Campió del Món juvenil i Campió d'Europa júnior el 2010 i Campió d'Europa juvenil el 2009. Pol és germà d'Anna Tarrés i fill de Francesc Tarrés i Sànchez, germà gran de Jordi Tarrés i, per tant, nebot del set vegades Campió del Món de trial.

## Trajectòria esportiva
De ben petit va seguir la tradició familiar i tingué en son oncle un model a seguir, com ell mateix ha declarat: «El meu oncle per a mi sempre serà la gran figura a imitar i, perquè no, a intentar superar». La seva carrera esportiva va començar aviat, guanyant el Campionat de Catalunya en categoria Iniciació a 9 anys, i a només 15 ja acumulava 5 campionats de Catalunya en Iniciació i Juvenil, un d'Europa Inter, un d'Espanya Cadet i un de Catalunya Màster 125. Després d'haver format part de l'equip SPEA Tarrés Trial Team, dirigit pel seu oncle (dins el qual hi havia també Pere Borrellas i Francesc Moret) i amb son pare de motxiller unes quantes temporades, des del 2013 formà part de l'equip Sherco.
El 2016 fitxà pel nou equip del seu oncle Jordi Tarrés, TRS, però a mitjan temporada anuncià de forma inesperada la seva retirada del món de la competició. Des d'aleshores s'ha dedicat a l'enduro i a tota mena de modalitats fora d'asfalt.

## Palmarès en trial
Font:

### Competicions superiors
| Any  | Motocicleta | C. del Món júnior | CET | CETI |
| ---- | ----------- | ----------------- | --- | ---- |
| 2011 | Gas Gas     | 2n                | 6è  | 5è   |
| 2012 | JTG         | -                 | 11è | 8è   |
| 2013 | Sherco      | 2n                | 7è  | 5è   |
|      |             | C. del Món        | CET | CETI |
| 2014 | Sherco      | 9è                | 6è  | -    |
| 2015 | Sherco      | 12è               | 10è | -    |
| 2016 | TRRS        | 16è               | 10è | -    |

### Competicions inicials
| Any          | Motocicleta  | C. d'Europa juvenil 125cc | Campionat d'Espanya     | Campionat de Catalunya         | Altres                               | Títols |
| ------------ | ------------ | ------------------------- | ----------------------- | ------------------------------ | ------------------------------------ | ------ |
| 2000         | ?            | -                         | -                       | 2n Iniciació 50cc              |                                      | -      |
| 2001         | ?            | -                         | -                       | 2n Iniciació 50cc              |                                      | -      |
| 2002         | ?            | -                         | -                       | 1r Iniciació 50cc              |                                      | 1      |
| 2003         | ?            | -                         | -                       | 1r Aleví 80cc                  |                                      | 1      |
| 2004         | ?            | -                         | -                       | 2n Juvenil 80cc                |                                      | -      |
| 2005         | ?            | -                         | -                       | 1r Juvenil 80cc                |                                      | 1      |
| 2006         | Gas Gas      | -                         | 16è Cadet               | 1r Juvenil 80cc 1r Promo 125cc |                                      | 2      |
| 2007         | Gas Gas      | -                         | 2n Cadet 125cc          | 2n Màster 125cc                | C. Eur. Inter 125cc                  | 1      |
| 2008         | Gas Gas      | 2n                        | 1r Cadet 125cc          | 1r Màster 125cc                |                                      | 2      |
| 2009         | Gas Gas      | 1r                        | 1r Júnior 125cc         | ?                              |                                      | 2      |
| 2010         | Gas Gas      | -                         | 1r TR2 1r Júnior indoor | 1r Promo                       | C. Món juv. 125cc C. d'Europa júnior | 5      |
| Total títols | Total títols | 1                         | 4                       | 7                              | 3                                    | 15     |

1. ↑  Al total de títols s'hi compten tots els campionats nacionals, estatals o internacionals guanyats